# Kopalnia Węgla Kamiennego Jankowice
Das Bergwerk Jankowice (polnisch Kopalnia Węgla Kamiennego Jankowice; ehemalige Bezeichnung Blücherschächte) ist ein aktives Steinkohlenbergwerk im Südosten von Rybnik, Polen.
Das Bergwerk gehört seit dem 1. Mai 2016 zur Polska Grupa Górnicza und schrieb 2014 mit einem Defizit von 35,00 zł pro geförderter Tonne Steinkohlen rote Zahlen. Es verlor am 1. Juli 2016 seine Selbstständigkeit und wurde als Betrieb in das neu geschaffene Bergwerk ROW (Rybniki Okręk Węglowa) eingegliedert.

## Geschichte
1897 kaufte Guido Henckel von Donnersmarck in den Dörfern Boguszowice, Chwałowice und Jankowice Land, u. a. mit dem Ziel, dort Kohle abbauen zu lassen. Eine der Gruben, die diesem Ziel gewidmet waren, waren die Blücherschächte.

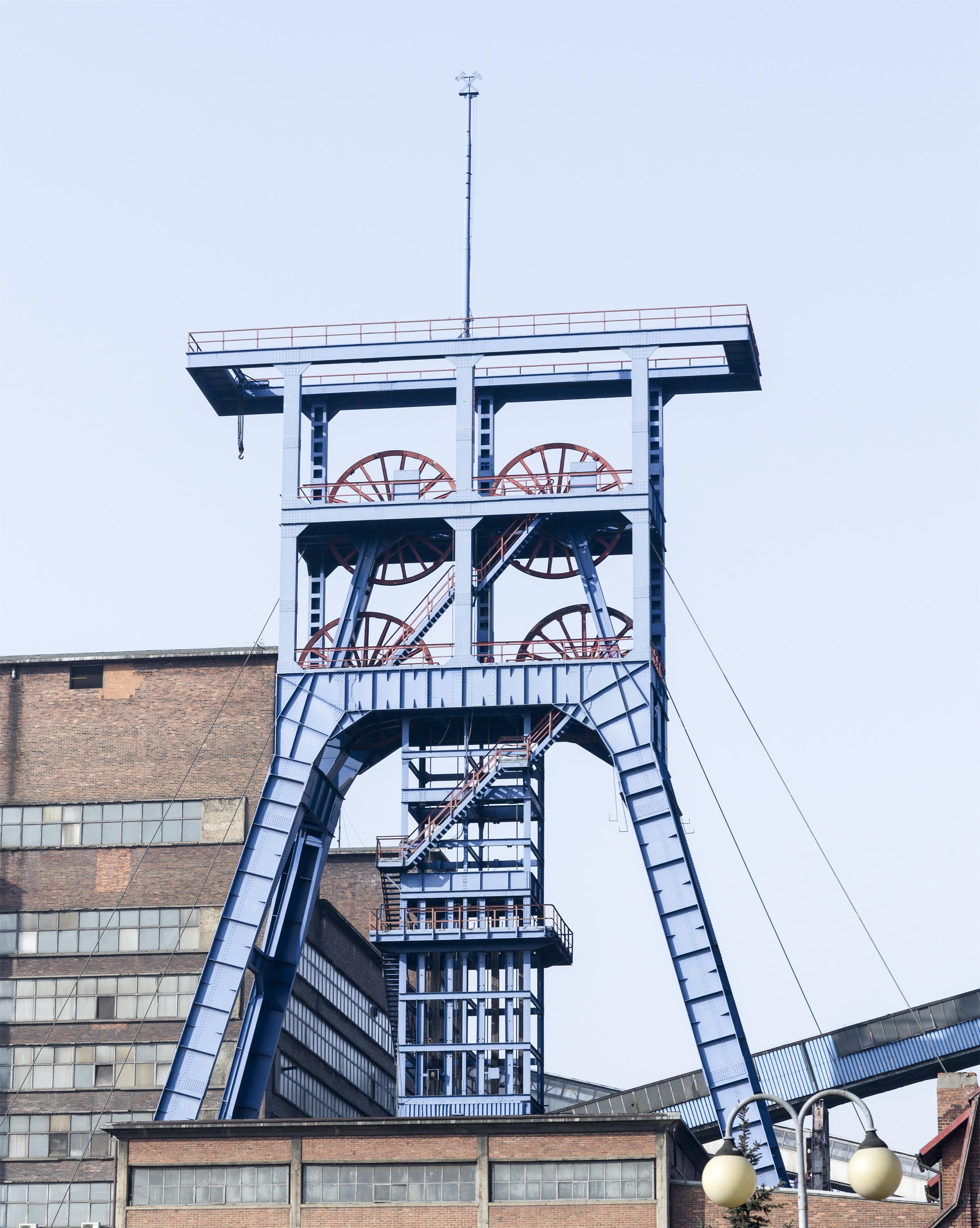
Doppelbock über Schacht II

Das Abteufen von Schacht I des Bergwerks Blücher mit einem Durchmesser von 6,6 m am Westrand des Judasforstes begann 1913 und musste bei 40 m Tiefe wegen starker Wasserzuflüsse unterbrochen werden. Erst mit Hilfe des Gefrierverfahrens gelang es, weiter in die Tiefe zu dringen. Im April 1916 wurde die 165-m-Sohle angesetzt, um von dort aus die Flöze 503 bis 507 abzubauen. Schacht II, mit dessen Niederbringung ebenfalls 1913 begonnen worden war und der sich in 100 m Entfernung von Schacht II befand, erreichte ebenfalls 1916 das Steinkohlengebirge.
Die erste Tonne Kohle wurde am 21. Juni 1916 zu Tage gehoben und bei dieser Gelegenheit erhielt das Bergwerk den Namen Blücherschächte. Anfänglich arbeiteten auf ihr 350 Bergleute, die jährlich 14.000 t Kohle förderten.
Bei der Teilung Oberschlesiens 1922 verblieb das Bergwerk im Besitz der Familie Henckel von Donnersmarck (Sitz in London; Generalverwaltung in Tarnowice); der Name wurde jedoch in Szyby Blüchera polonisiert. 1932 stellte der Landrat den Antrag, die Anlage nach General Pulaski umzubenennen, konnte sich damit aber nicht durchsetzen. 1934 erfolgte die Umbenennung in Jankowice, die aber während der deutschen Besatzung von 1939 bis 1945 wieder rückgängig gemacht wurde.

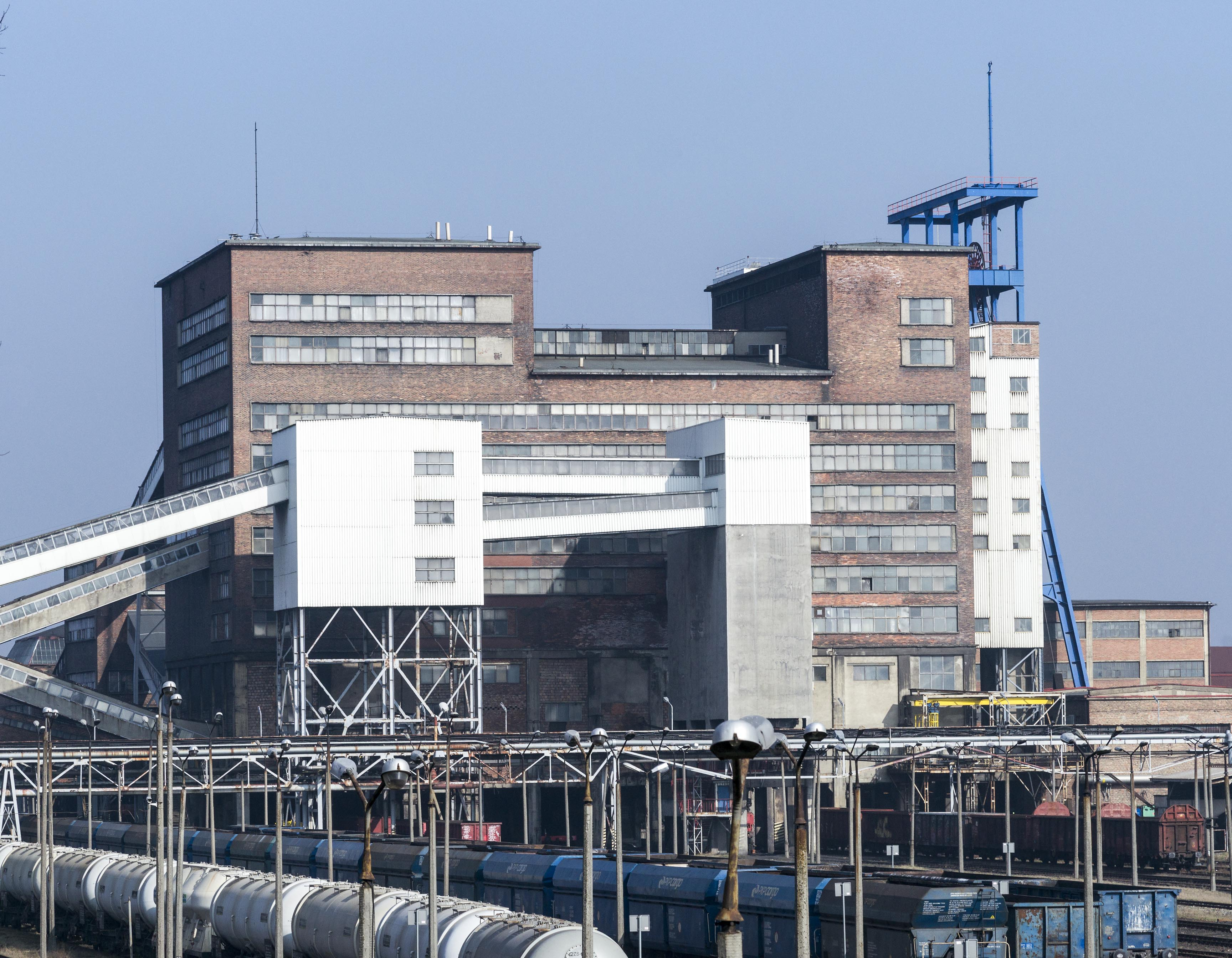
Aufbereitung; Schacht II links im Hintergrund

Als Folge der Weltwirtschaftskrise wurde das Bergwerk trotz zahlreicher Proteste von 1936 bis 1938 geschlossen. Zwar wurde die Produktion sofort nach der Besetzung Oberschlesiens durch deutsche Truppen wieder angefahren, aber man beschäftigte wegen des Fehlens junger Bergleute sowjetische Kriegsgefangene als Zwangsarbeiter.
1945 wurde die Zeche verstaatlicht und wie alle anderen Anlagen des Reviers von 1945 bis 1982 durch die Rybnickie Union für Kohleindustrie verwaltet. Seit 2003 gehört das Bergwerk zu Kompalnia Węglowa SA.

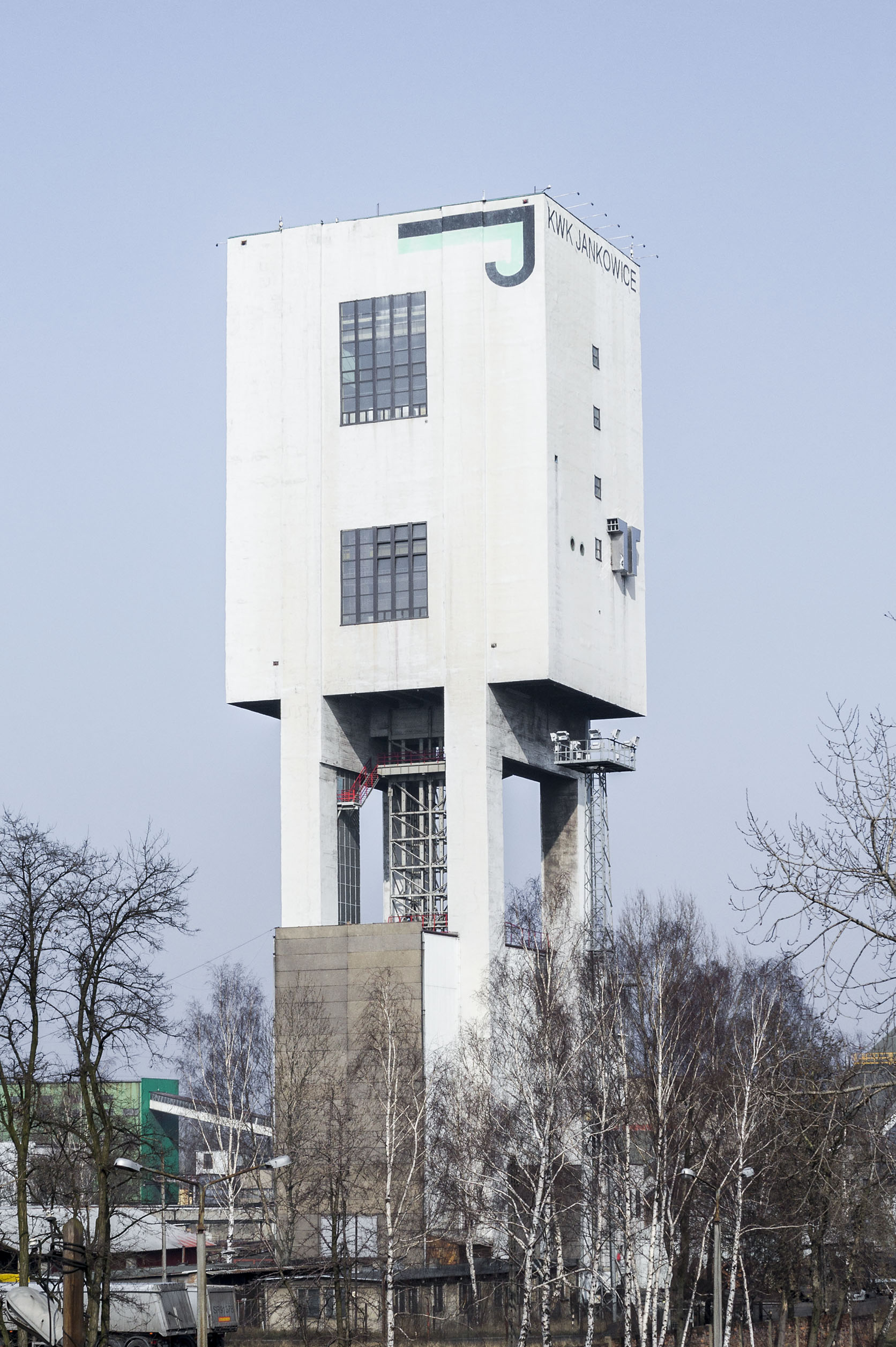
Betonturm über Schacht VII

Aufgrund des erhöhten Energieverbrauchs in Polen in den 1970er Jahren beschloss die Rybnickie Zjednoczenie Przemysłu Węglowego, die Flöze im Becken Marklowicka des Bergwerks durch eine neue Schachtanlage mit den Schächten V, Va und VI aufzuschließen. Diese Schachtanlage war 30 Jahre in Betrieb und beschäftigte zeitweilig 3000 Bergleute. Sie wurde jedoch inzwischen in drei Schritten (16. November 2000: Liquidation Schacht V; 7. April 2003: Schacht Va und 22. Mai 2007: Schacht VI) stillgelegt und alle Tagesanlagen abgerissen.
Die östlich gelegene Altanlage mit den drei Schächten (Doppelbock II, 436 m tief, Seilfahrt und einziehender Wetterschacht; Betonturm VII 471 m tief, 2 Skips mit jeweils 25 t Traglast und 8 m/s Geschwindigkeit; Betonturm VIII, 732 m tief, Schachtdurchmesser 8,5 m, Förderung) sowie zwei einzeln gelegenen Wetterschächten (III südlich der Hauptanlage, 421 m tief; IV östlich, 273 m tief) produziert mit 3700 Mitarbeitern (Stand 2011) täglich 12.000 t Kohle.
Die größte Katastrophe des Bergwerks ereignete sich am 4. Mai 1950, als bei einer Methan- und Kohlenstaubexplosion 29 Bergleute ums Leben kamen.

## Förderzahlen
Förderung 1938: 265.300 t; 1970: 1,98 Mio. t; 1979: 3,52 Mio. t